# 莫雷斯泰勒
莫雷斯泰勒（法語：Morestel，法語發音：[mɔʁɛstɛl]）是法国伊泽尔省的一个市镇，位于该省北部，属于拉图尔迪潘区。

## 地理
莫雷斯泰勒（45°40'40"N, 5°28'12"E）面积8.03 平方千米，位于法国奥弗涅-罗讷-阿尔卑斯大区伊泽尔省，该省份为法国东南部内陆省份，北起顺时针与安省、萨瓦省、上阿尔卑斯省、德龙省、阿尔代什省、卢瓦尔省和罗讷省。
与莫雷斯泰勒接壤的市镇（或旧市镇、城区）包括：圣维克托-德莫雷斯泰勒、韦兹龙斯-屈尔坦、勒布沙日、阿朗东-帕桑。

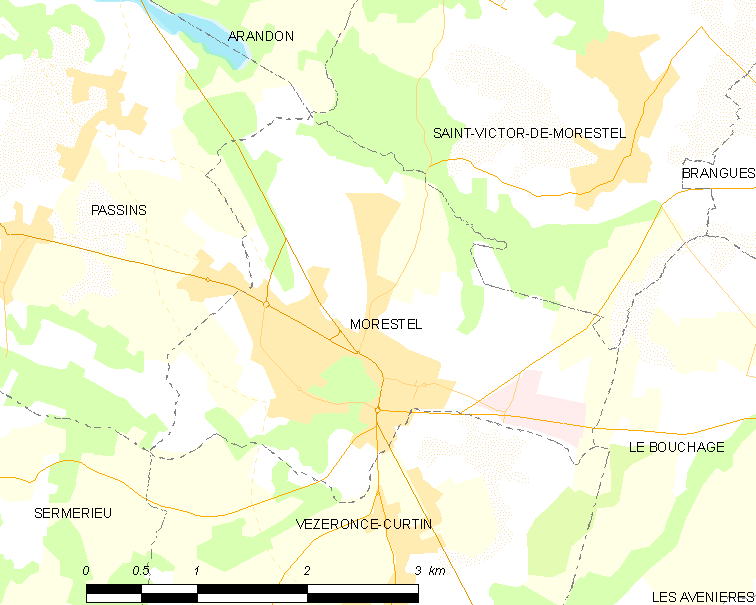
莫雷斯泰勒的OSM定位图

莫雷斯泰勒的时区为UTC+01:00、UTC+02:00（夏令时）。

## 行政
莫雷斯泰勒的邮政编码为38510，INSEE市镇编码为38261。

## 政治
莫雷斯泰勒所属的省级选区为莫雷斯泰勒县。

## 人口

1962-2008年间莫雷斯泰勒人口变化图示

莫雷斯泰勒于2022年1月1日时的人口数量为4416人。